# Bitwa o Cuautla
Bitwa o Cuautlę – starcie zbrojne, które miało miejsce w dniach od 11 do 19 maja 1911 w stanie Morelos w Meksyku podczas rewolucji meksykańskiej pomiędzy regularnym wojskiem federalnym i chłopską partyzantką Emiliana Zapaty. Zapatyści mieli liczebną przewagę, ale broniący się pułk kawalerii federalnej Quinto Oro („Złoty Piąty”) byli lepiej uzbrojeni, wyszkoleni i dobrze obwarowani. Po wyczerpaniu amunicji wojska federalne wycofały się z miasta, które zostało zajęte przez rewolucjonistów. Często bitwa jest określana, jako „sześć najokropniejszych dni Rewolucji”.
Zdobycie Cuautli przez Zapatę, razem ze zwycięstwem Pancho Villi i Francisco Madero w Bitwie pod Ciudad Juarez skłoniło dyktatora Meksyku Porfirio Díaza do podpisania Umowy w Ciudad Juárez z Madero, rezygnacji ze stanowiska prezydenta (otrzymanego po sfałszowanych wyborach w 1910) i opuszczenia Meksyku, tym samym zamykając pierwszą fazę rewolucji meksykańskiej.

## Początki rewolucji w Morelos

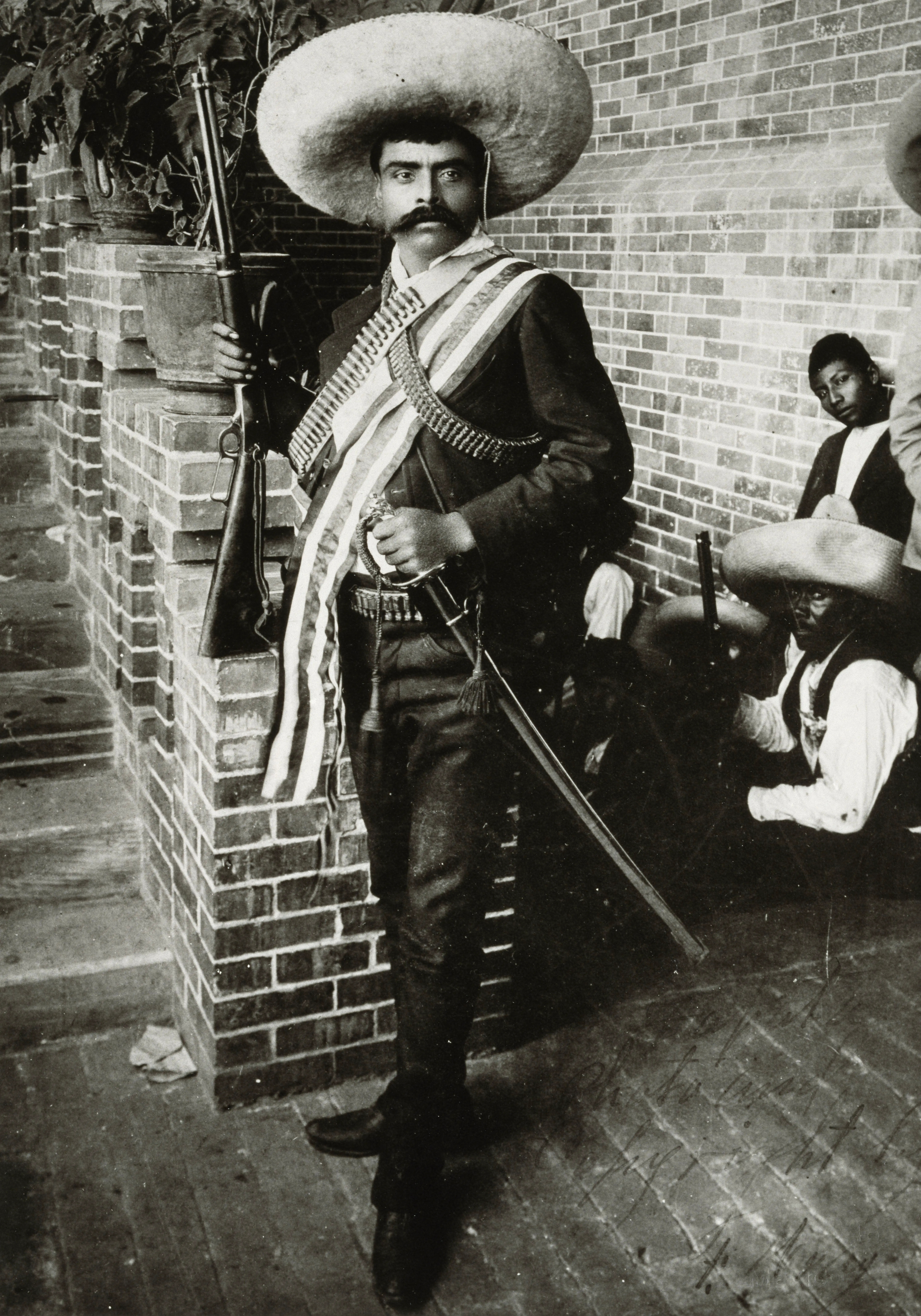
Emiliano Zapata w tradycjonalnym stroju Charro

Pod koniec 1910 i na początku 1911 zbrojne powstania przeciwko reżimowi Porfirio Díaza rozprzestrzeniały się w całym Meksyku. Najważniejsze centra opozycji znajdowały się w północnym stanie Chihuahua, gdzie Francisco Madero, Pancho Villa i Pascual Orozco oblegli największe miasto regionu, Ciudad Juarez, i w stanie Morelos, w centralnym Meksyku, gdzie Emiliano Zapata stanął na czele ludowej insurekcji chłopów.
Na początku marca 1911 Zapata doszedł do wniosku, że jeśli nie uda mu się opanować najważniejszych miast w Morelos zanim Madero rozpocznie rokowania z Díazem, to postulaty jego ruchu (reforma rolna) zostaną zignorowane. Zapata także chciał ustanowić autonomię stanu Morelos względem rządu centralnego. Jeszcze jednym czynnikiem była rywalizacja ruchu Zapaty z potężną rodziną Figueroa, która dominowała w sąsiednim stanie Guerrero.
22 kwietnia 1911 Zapata spotkał się z Ambrosim Figueroa, patriarchą rodziny. Uzgodniono, że jakiekolwiek operacje zbrojne prowadzone w samym stanie Morelos będą zawsze pod dowództwem Zapaty, ale w innych regionach Meksyku, każdy z nich może prowadzić działania na własną rękę. Figueroa zaofiarował pomoc zbrojną i zaproponował atak na miasto Jojutla. Zapata, wiedząc, że Jojutla tradycyjnie zapłacą okup Figuerom, podejrzewał podstęp. Obawiając się, że żołnierze Figuerory prawdopodobnie uciekną w ważnym momencie, zostawiając go samego w walce przeciwko wojskom federalnym, Zapata odmówił. Sam zdecydował się na atak na lepiej wyposażoną i obwarowaną Cuautle.
Żeby ukryć swoje prawdziwe zamiary Zapata najpierw najechał stan Puebla, gdzie zdobył szereg miasteczek, uzupełnił zapasy, zwerbował i wcielił do swojego wojska więcej rekrutów. W drodze powrotnej do Morelos, wziął Yautepec i Jonacatepec (obydwa w Morelos) i stanął pod Cuautlą 11 maja.

## Przebieg bitwy
Wojsko Zapaty liczyło ok. 4000 ludzi, ale nie miało żadnego doświadczenia w walce miejskiej ani w oblężeniach. Miasta bronił 350-400 osobowy, wyborowy pułk kawalerii federalnej Quinto Oro składający się z dobrze wyszkolonych weteranów. W dniach 11 i 12 maja Zapata szczelnie otoczył Cuautle odcinając miasto od reszty Meksyku. Dowódca pułku Quinto Oro, Eutiquio Munguia, odmówił kapitulacji i przysiągł bronić miasta do „ostatniego naboju i żołnierza”.
W poprzednich bitwach i potyczkach, Zapata, podobnie jak później inny rewolucjonista, Pancho Villa, zazwyczaj opierał się na szybkich szarżach swojej kawalerii, które pozwalały jego jeźdźcom zewrzeć się z wrogiem zanim karabiny maszynowe zdołałyby ich zdziesiątkować. Pod Cuatlą jednak taka taktyka była niemożliwa – federales byli okopani, zdążyli zbudować barykady i mieli w posiadaniu ciężką artylerie. Munguia także obsadził miejskie akwedukty co umożliwiało obrońcom prowadzenie obstrzału z wyżej położonych pozycji.
Pierwszego dnia (12 maja) Zapata stracił trzystu żołnierzy podczas ataków na miasto. Jednak 14 maja, udało mu się odciąć wodę obrońcom. Podczas szturmu następnego dnia, Zapatyści nalali benzynę do akweduktów, i zapalając ją wyparli obrońców z ich pozycji strzeleckich, paląc wielu z nich żywcem. Także wagon kolejowy, który został przemieniony w bunkier z karabinem maszynowym, został oblany benzyną i spalony razem z rządowymi żołnierzami. W czasie bitwy walczono wręcz, na maczety i bagnety, żołnierze i rebelianci strzelali do siebie nawzajem prosto w twarz. Żadna ze stron nie brała jeńców. Pod koniec dnia, szturm rebeliantów został w końcu odparty.
17 maja 600 osobowy oddział federalny, pod dowództwem generała Victoriano Huerta doszedł do pobliskiej stolicy Morelos – Cuernavaca. Huerta początkowo zamierzał przyjść na pomoc oblężonym, ale powstrzymały go narastające zamieszki i wybuchy rebelii w innych częściach Meksyku. Huerta zaczął się obawiać, że jeśli natychmiast nie powróci do stolicy to insurekcja może wybuchnąć na jego tyłach. Wycofał wojsko z Morelos następnego dnia, zostawiając pułk „Piąty Złoty” na pastwę losu.
19 maja, gdy się kończyły zapasy amunicji i wody, mała garstka żołnierzy pułku wycofała się z Cuautli. Zapata zajął miasto tego samego dnia.

## Znaczenie bitwy
Porfirio Díaz powiedział później, że zdobycie Cuautli przez Zapatę było czynnikiem, który przekonał go do ugody z Franciszkiem Madero. Dwa dni po stracie Cuautli, 21 maja 1911 Diaz podpisał umowę w Ciudad Juarez.
Po rezygnacji Díaza, insurekcja Zapaty w Morelos trwała nadal. Zapata odmówił uznania Francisca León de la Barra, ugodowego tymczasowego prezydenta ustanowionego w Ciudad Juarez. Chociaż na początku Zapata popierał Maderę, z czasem przestał mu ufać ponieważ obiecane reformy rolne były ciągle odwlekane. W listopadzie 1911, krótko po wyborze Madery na prezydenta, Zapata ogłosił swój własny manifest, Plan z Ayala, w którym wypowiedział Maderze posłuszeństwo.